# N. Händler & Sohn

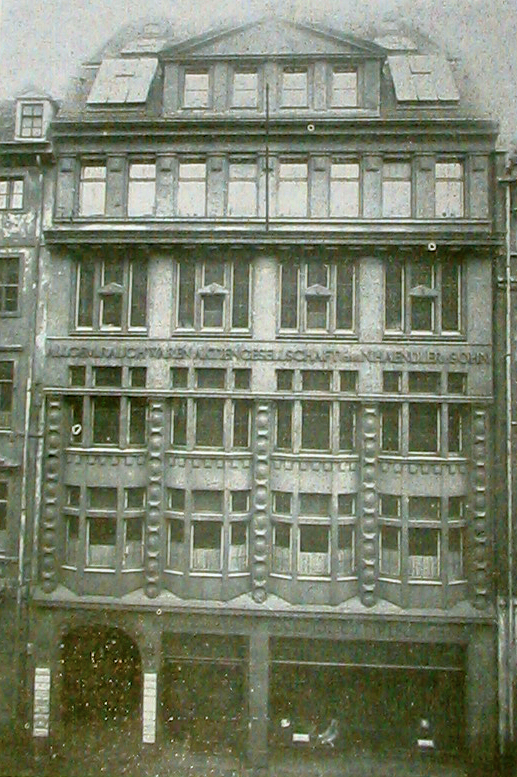
Geschäftshaus Brühl 68

Der Gründer der Rauchwarenhandlung N. Händler & Sohn kam 1872 oder 1873 aus Russland nach Leipzig. Sein Geschäftshaus mit der Fellhandlung befand sich am Leipziger Brühl, dem Zentrum des Welthandelsplatzes für Pelzwaren, in der Straße Brühl Nr. 68. Um diese Zeit eröffneten diverse weitere, sich erfolgreich entwickelnde Firmen im aufblühenden Rauchwarenviertel. Schon bald nahm das Unternehmen „einen Platz unter den ersten Häusern Leipzigs“ ein.

## Firmengeschichte
Natan (Nathan) Händler († 1887) handelte bereits in Russland mit Fellen und Häuten. Umgezogen nach Leipzig eröffnete er einen Handel mit russischen Pelzfellen, Borsten und anderen tierischen Abfällen. Vor der Errichtung des eigenen Geschäftshauses auf dem Brühl war die Adresse Plauenscher Platz 5. Das Unternehmen entwickelte sich „recht vorteilhaft“.
Im Februar 1887 setzte Nathan Händler „100.000 M. aus mit der Bestimmung, daß ein Viertel der Zinsen des Kapitals dem hiesigen Verein für Familien- und Volkserziehung behufs Heranbildung junger Mädchen, gleichviel welche Konfession angehörig, für entsprechende praktische Berufsarten, die übrigen Dreiviertel des Zinsertrages aber zur Heranbildung tüchtiger jüdischer Handwerker verwendet werden sollen.“
Nach dem Tod von Moritz Wolf, dem Inhaber der Rauchwarenfirma Moritz Wolf jr., war es Natan Händler möglich, dessen Unternehmen zu kaufen. Moritz Wolf jr. gehörte zu der Zeit zu den führenden der Branche. Sein hauptsächlicher Handelsartikel waren amerikanische Pelzfelle.
Auch der Sohn Natan Händlers wurde Rauchwarenkaufmann. Er trat als Teilhaber ein und die Firma wurde umbenannt in N. Händler & Sohn. Mit der Firma Moritz Wolf waren Filialen in Paris und London übernommen worden, was zu einer ersten Internationalisierung des Unternehmens führte. Emil Brass, der 1876 dort für ein Jahr beschäftigt war, vermerkte, dass es zu der Zeit die einzige Leipziger Rauchwarenfirma war, die in London eine Filiale besaß. Vater und Sohn entwickelten den Betrieb zu den führenden Unternehmen der Branche in Leipzig.
Im Jahr 1887 starb Natan Händler und der Sohn führte das Unternehmen allein weiter. Dessen Interesse war nicht so sehr auf Leipzig bezogen. Im Jahr 1897 kaufte er in Frankreich den Palast des Herzogs von Wagram und siedelte ganz nach Paris über, wo er sich schon einige Zeit aufgehalten hatte. Die bisherige Pariser Filiale wurde zum Hauptgeschäft erhoben, wenn auch die Leipziger Filiale weiterhin ein wichtiger Stützpunkt des Unternehmens blieb.
Nachdem das Unternehmen im Jahr 1910 in eine Aktiengesellschaft umgewandelt worden war, starb Adolf Händler ohne irgendwelche Nachkommen. Das Pariser Haus wurde von dem Leipziger völlig getrennt. Die Leipziger Allgemeine-Rauchwarengesellschaft vormals N. Händler & Sohn, Leipzig arbeitete jetzt allein weiter.
Im Jahr 1924 übernahm Herbert Wolff, der Inhaber der Rauchwarenfirma H. Wolff die Leitung des Leipziger Geschäfts, „das schon in der kurzen Zeit seines Dortseins merkliche Fortschritte bezüglich der Verbesserung der inneren und äußeren Organisation aufweisen kann“, wie es 1925 in einer Würdigung hieß.